# 외갓집
《외갓집》은 MBC에서 1971년 3월 15일부터 1971년 7월 18일까지 방영된 일일 연속극이다.